# Ныгчеквеем
Ныгчекве́ем — река в России, на севере Дальнего Востока, протекает по территории Анадырского района Чукотского автономного округа. Длина — 207 км.
Название в переводе с чукот. — «тополиная река».

## Гидрография
Исток реки Ныгчеквеем — озеро Перевальное, расположенное в отрогах Непроходимого хребта. Устьем является река Туманская при слиянии с Майнельвэгыргыном. Река протекает по слегка всхолмленной равнине на переходе гор Корякского нагорья в Ныгчеквеемскую впадину, выходящей к Анадырской низменности.
Долина реки в верховье широкая — до 10 км, русло врезано на 6-10 м. По берегам характерны высокие обрывистые уступы, местами скальные.
В среднем течении ширина русла доходит до 100 м, которое разделяется на множество проток, скорость течения здесь составляет 0,8 м/с. Посреди русла встречаются небольшие островки. Почти на всём протяжении в бассейне реки находится множество озёр различных размеров, местность вокруг часто заболочена.
Замерзает в последних числах сентября, вскрывается в начале июня, очищение ото льда происходит в середине июня.
рН воды 6,4; минерализация — 59.1 мг/л.
Крупный приток — Гытгывеем.

## Прибрежная флора
В низкой пойме произрастают ивняки и ольховые леса высотой до 3 м, изредка встречается чозения. В высокой пойме ольховники усыхают, на их месте появляются лишайниковые пустоши. В надпойменных террасах протягивается широкая (до 1 км) полоса густых низких кустарников.
Бассейн реки относится к ботаническому памятнику природы «Северо-Корякский».

## Ихтиофауна
В среднем течении Ныгчеквеема находится место нереста кеты и горбуши.

## Топографические карты
- Лист карты P-60-VII,VIII. Масштаб: 1 : 200 000. Указать дату выпуска/состояния местности.
- Лист карты P-60-5,6 озеро  Проточное. Масштаб: 1 : 100 000. Состояние местности на 1966 год. Издание 1980 г.
- Лист карты P-60-7,8 гора  Бархатная. Масштаб: 1 : 100 000. Состояние местности на 1966 год. Издание 1977 г.
- Лист карты P-60-19,20 р  Ынревеем. Масштаб: 1 : 100 000. Состояние местности на 1965 год. Издание 1980 г.